# Easy Star's Lonely Hearts Dub Band
Easy Star's Lonely Hearts Dub Band è un album degli Easy Star All-Stars pubblicato nel 2009 ed è la rivisitazione del celebre Sgt. Pepper's Lonely Hearts Club Band dei Beatles in chiave reggae.

## Tracce
1. Sgt. Pepper's Lonely Hearts Club Band (ft. Junior Jazz)
2. With a Little Help from My Friends (ft. Luciano)
3. Lucy in the Sky with Diamonds (ft. Frankie Paul)
4. Getting Better (ft. The Mighty Diamonds)
5. Fixing a Hole (Extended Dub Mix)" (ft. Max Romeo)
6. She's Leaving Home (ft. Kirsty Rock)
7. Being for the Benefit of Mr. Kite! (ft. Ranking Roger)
8. Within You Without You (ft. Matisyahu)
9. When I'm Sixty-Four (Extended Dub Mix)" (ft. Sugar Minott)
10. Lovely Rita (ft. Bunny Rugs & U-Roy)
11. Good Morning Good Morning (ft. Steel Pulse)
12. Sgt. Pepper's Lonely Hearts Club Band (Reprise)
13. A Day in the Life (ft. Michael Rose and Menny More)